# Jackson Peak
Il Jackson Peak (in lingua inglese: Picco Jackson) è un picco roccioso antartico, alto 1.255 m, situato 3,7 km a sud del Sumrall Peak nei Cordiner Peaks, che fanno parte dei Monti Pensacola in Antartide. 
Il picco roccioso è stato mappato dall'United States Geological Survey (USGS) sulla base di rilevazioni e foto aeree scattate dalla U.S. Navy nel periodo 1956-66.
La denominazione è stata assegnata dall'Advisory Committee on Antarctic Names (US-ACAN) in onore di Allen M. Jackson, tecnico dell'elettronica degli aerei presso la Stazione Ellsworth nell'inverno del 1957.